# Bitwa pod Husiatynem

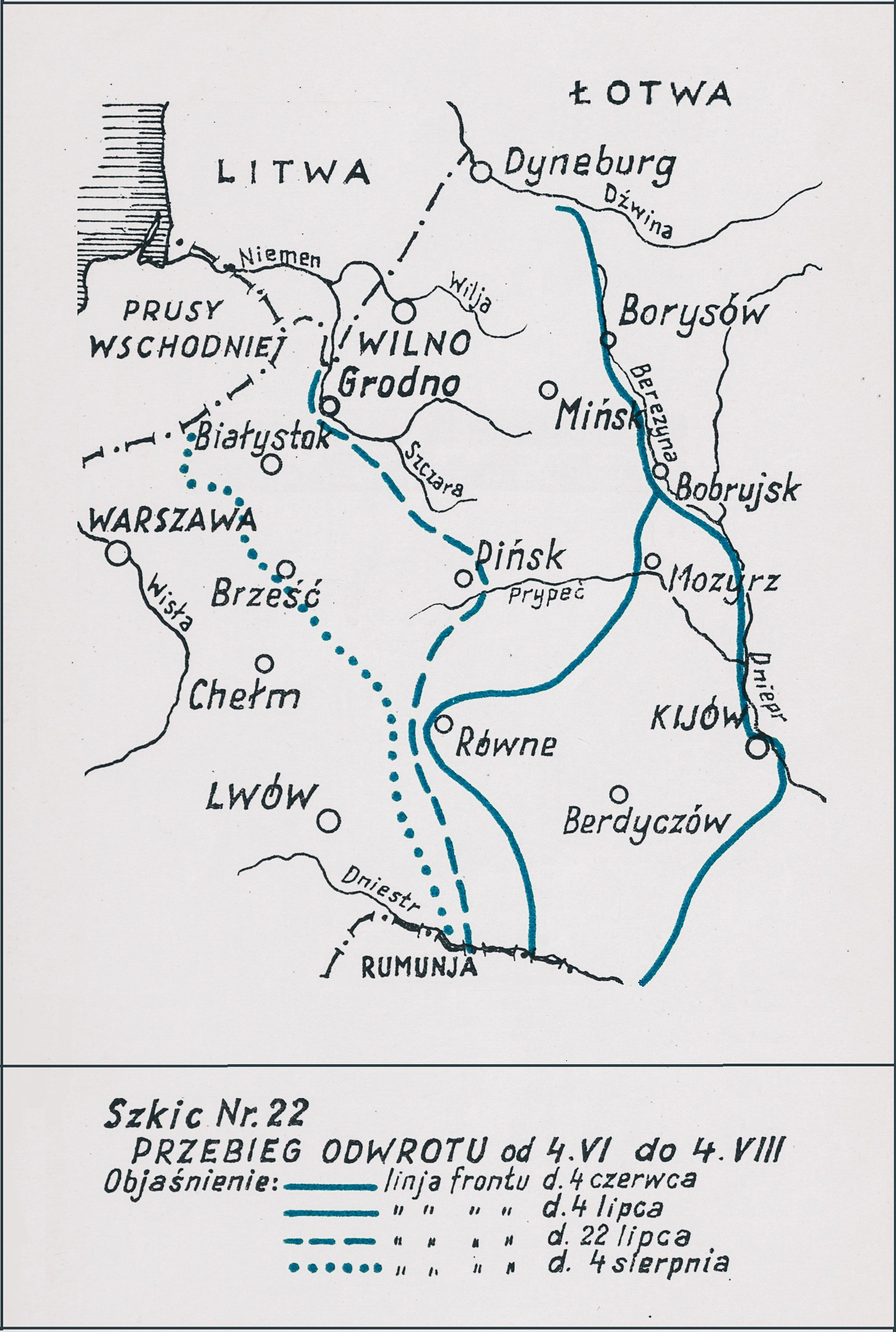
Adam Przybylski,
Wojna polska 1918–1921

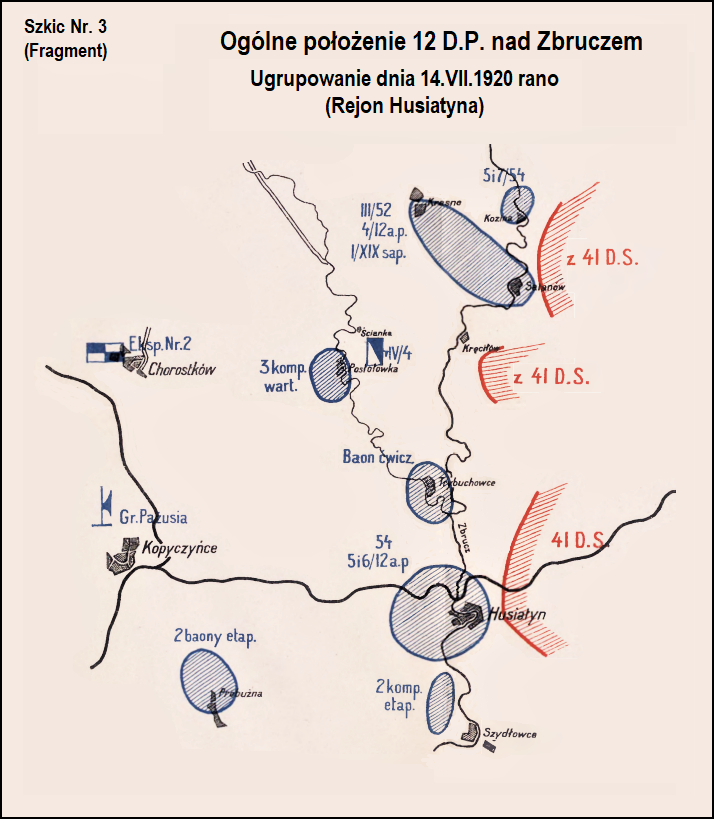
Marian Kukiel, Bitwa pod Wołoczyskami (11-24 lipca 1920)

Bitwa pod Husiatynem – walki polskiego 54 pułku piechoty z sowiecką 41 Dywizją Strzelców w okresie ofensywy Frontu Południowo-Zachodniego w czasie wojny polsko-bolszewickiej.

## Sytuacja ogólna
26 maja na Ukrainie wojska sowieckiego Frontu Południowo-Zachodniego przeszły do ofensywy, a już 5 czerwca trzy dywizje sowieckiej 1 Armii Konnej Siemiona Budionnego przełamały trwale polski front pod Samhorodkiem na odcinku obrony grupy gen. Jana Sawickiego. W ostatnich dniach czerwca poszczególne związki operacyjne Frontu Ukraińskiego, dowodzonego już przez gen. Edwarda Rydza-Śmigłego, ugrupowane były w następujący sposób: Armia Ukraińska gen. Omelianowicza-Pawlenki skupiona była nad Dniestrem, w kierunku granicy z Rumunią, 6 Armia gen. Wacława Iwaszkiewicza-Rudoszańskiego zajmowała odcinek frontu Dniestr–Chmielnik–Lubar, nowo sformowana 2 Armia gen. Kazimierza Raszewskiego znajdowała się na linii rzek Słucz i Horyń, a 3 Armia gen. Edwarda Rydza-Śmigłego rozlokowana była nad Uborcią.
27 czerwca 1 Armia Konna przełamała polską obronę na Słuczy na południe od Zwiahla, na odcinku bronionym przez I Brygadę Piechoty (rez.). Kawaleria Budionnego wdarła się w lukę między lewym skrzydłem 6 Armii a grupą gen. Leona Berbeckiego z 2 Armii. 29 czerwca dowództwo polskiego Frontu Ukraińskiego przygotowało plan uderzenia na sowiecką 1 Armię Konną. Polski plan pobicia 1 Armii Konnej pod Korcem nie powiódł się i 2 lipca strona polska zaniechała działań ofensywnych w tym rejonie. 3 lipca 1 Armia Konna sforsowała Horyń i rozpoczęła się kilkudniowa bitwa pod Równem zakończona porażką 2 Armii gen. Kazimierza Raszewskiego. Nie zdołano rozbić 1 Armii Konnej ani zadać takich strat, które wyraźnie obniżyłyby jej wartość bojową.
9 lipca Naczelne Dowództwo WP wydało dyrektywę operacyjną do kontrofensywy. Wyznaczała ona rubież ostatecznego odwrotu wojsk walczących na Ukrainie. Wojska Frontu Południowo-Wschodniego miały przyjąć następujące ugrupowanie: 2 Armia miała zająć rejon Łuck–Rożyszcze, 3 Armia rejon Kołki–Rafałówka. 6 Armia miała osłaniać linię Zbrucza, a siły główne utrzymywać w rejonie Brody–Zbaraż.

## Walki pod Husiatynem
14 lipca, w ostatniej fazie polskiego odwrotu z Ukrainy, dwa bataliony 54 pułku piechoty pod wspólnym dowództwem kpt. Mariana Ocetkiewicza zajęły pozycje obronne na wschodnim brzegu Zbrucza tworząc przedmoście „Husiatyn”. Broniono przede wszystkim mostu, umożliwiając wycofanie się oddziałom 6 Armii na zachodni brzeg rzeki.
Od 16 do 18 lipca sowiecka 41 Dywizja Strzelców bezskutecznie atakowała przedmoście. Obronę polskich batalionów wspierała sojusznicza ukraińska 3 Żelazna Dywizja Strzelców i ukraiński pociąg pancerny „Karmeluk”.
19 lipca kolejne sowieckie uderzenie odrzuciło bataliony kpt. Ocetkiewicza za rzekę. 9 i 10 kompania zajęła stanowiska obronne na zachodnim brzegu Zbrucza w bezpośrednim sąsiedztwie mostu i nadal broniła przeprawy. W nocy z 20 na 21 lipca zluzował je Lwowski batalion etapowy. W ciągu następnych dni Sowieci atakowali pod Szydłowcem dywizję ukraińską, a 23 lipca ponownie uderzyli na Husiatyn. Znajdujący się w tym czasie w mieście Lwowski batalion etapowy nie wytrzymał uderzenia 123 Brygady Strzelców i 115 pułku kawalerii i wycofał się z miasta. Sowieci zajęli Husiatyn i rozwijali natarcie na południe od linii kolejowej Husiatyn – Czortków. Kontratakujący 3 Łódzki batalion etapowy został rozbity szarżą kawalerii, a Sowieci wyszli na skrzydło ukraińskiej 3 Żelaznej DS.

## Bilans walk
54 pułk piechoty nie utrzymał przedmościa „Husiatyn”. W jego obronie poległo lub odniosło rany 187 żołnierzy polskich. Utrata w kolejnych dniach Husiatyna spowodowała, że kawaleria sowiecka wyszła na skrzydło ukraińskiej 3 Żelaznej Dywizji Strzelców i zdobyła Sidorów.